# Sulíkov
Sulíkov (in tedesco Sulikau) è un comune della Repubblica Ceca facente parte del distretto di Blansko, in Moravia Meridionale.